# Незаписенко Віталій Юрійович
Віталій Юрійович Незаписенко — молодший сержант Збройних Сил України, учасник російсько-української війни, що загинув у ході російського вторгнення в Україну в 2022 році.

## Життєпис
Віталій Незаписенко народився 13 лютого 1988 року в селі Новоселівка (з 2020 року — Ананьївської міської громади Подільського району) Одеської області. З початком повномасштабного російського вторгнення в Україну перебував на передовій. Він був старшим розвідником та снайпером. Загинув Віталій Незаписенко 10 квітня 2022 року під час боїв на Херсонщині поблизу села Олександрівка. Тіло військовослужбовця привезли до рідного села. Жалобні заходи пройшли 13 квітня в Новоселівці, де його поховали на сільському кладовищі.

## Родина
У загиблого залишилися дружина Тетяна та донька.

## Нагороди
- Орден «За мужність» III ступеня (2022, посмертно) — за особисту мужність і самовіддані дії, виявлені у захисті державного суверенітету та територіальної цілісності України, вірність військовій присязі[3]